# Porsche 718
Porsche 718 — гоночный автомобиль, разработанный конструкторским бюро Porsche в рамках проекта-718 (двухместный открытый гоночный автомобиль с центрально расположенным 4-цилиндровым двигателем для кольцевых гонок на выносливость), на замену модели тип-550. Выпускался с 1957 по 1962 год.

## История
Первые испытания показали, что у машины достаточно хорошее сцепление с дорожным покрытием и достаточно высокая мощность, максимальная скорость автомобиля —245 км/час, но амортизаторы подвески задних колёс требовали улучшения привода. Вскоре были сделаны все модернизации, и в 1958 году автомобиль RSK был полностью готов к соревнованиям. В Себринге во время первого своего участия он занял 3-е и 2-е места — в Тарга Флорио. В Ле Мане RSK доминировали по классу 2,0 литра и в общем зачёте заняли 3-е и 4-е места.
В 1959 году объём двигателя был увеличен с 1,5 до 1,6 литра, благодаря чему мощность увеличилась до 148 л. с. В этот раз 718 RSK ехал в Тарга Флорио перед тремя другими Порше — 550 RS и два 356А. В том же году в Себринге пять машин RSK были в первой десятке. После повторения этих успехов в 1960 году в Буэнос-Айресе заднюю подвеску колёс снабдили двойными рычагами поперечного сечения и рессорами.
В настоящее[какое?] время автомобиль 718 RS 60 задает тон на международных гонках. Переделанный прежний автомобиль класса Формула-2 с кузовом купе отличался чуть большим расстоянием между колёсами и более широкими шинами и колёсами. 4-цилиндровый двигатель объёмом 1587 см3, расположенный на трубчатой раме каркасной конструкции, имел 4 лежащих сверху распределительных вала и мощность 160 л. с. Благодаря своему малому весу 550 кг он развивал скорость до 225 км/час. Вопреки изменениям регламента FIA RS 60 во время своего первого выступления произвел впечатление и одержал двойную победу над конкурентами в Себринге в 1960 году. Такой же автомобиль в 1960 году завоевал Тарга Флорио, два других RS 60 заняли 3 и 5 места. На этой победоносной машине Йохен Маас принимал участие в Тарга Тасмания через 36 лет, то есть в 1996 году, который был победителем в Ле Мане в 1989 году.
Ле Ман не принес RS 60 больших успехов, но среди большинства других гонщиков сезона 1960 года он занимал первые места. Когда немецкими Землями было решено вручать Большой Приз в этом году на Формуле-2 вместо Формулы-1, машины RS 60 заняли 3 из первых четырёх мест, управляемые Грэмом Хиллом, Йо Бонниер и Вольфгангом фон Трипсом. Четвёртым гонщиком был Джек Брэбем. Модель следующего года RS 61 немногим отличалась от прежней. Несмотря на занятые ею 2 и 3 места на Тарга Флорио, в течение всего сезона машины Феррари видели её только в зеркало заднего вида.
Другим вариантом Spyder 718 был автомобиль WRS, которую выпустили в 1961 году с 4-цилиндровым мотором. Через год он получил 8-цилиндровый двигатель с оппозитным расположением объёмом 2,0 литра. В то время как он в общем зачете все ещё уступал Феррари, автомобиль одержал важные победы не только на таких больших дорожных гонках, как в Ле Мане, но и на гонках по горной местности, где Эдгар Барт получил на нём звание мастера 1963 и 1964 годов.
В конце 1962 года многократно переделанные спортивные машины собственно больше не годились для гонок. Последний автомобиль этой серии 718 GTR с 8-цилиндровым мотором объёмом 2,0 литра в 1963 году принес последнюю историческую победу на Тарга Флорио: прошли времена модели 718 в Формуле-1.
Ко всему приспособленный маленький 718 был нечто большим, чем гоночным спортивным автомобилем. Специально для гонок по горной местности был создан Горный Спидер. С конца 1950-х до середины 1960-х годов он завоевывал победу за победой. Гонки по горной местности были редкими в Германии, поэтому они не стали доминантой для Порше. В лучшие времена этих гонок самыми успешными гонщиками были почти исключительно призёры Гран-При. В 1958 году двое из них — Вольфганг фон Трипс и Жан Бера (оба на Порше 718) — в напряженной борьбе за приз IMSA участвовали в гонках по горной местности. В 1960 году на таких же соревнованиях машины 718 заняли первые пять мест. Это был значительный успех для производителя автомобилей, который только 10 лет назад представил свою первую модель. Все 60-е годы едва ли были тормозом для Porsche.
Машины 718 были участниками многочисленных различных соревнований, благодаря которым Порше укреплял славу успешного инновационного предприятия и привлекал внимание любителей гонок и потенциальных покупателей к немецкой марке спортивных машин. От Ле Мана до Себринга машины 718 владели гоночно-спортивным миром вплоть до середины 60-х годов.
За рулем таких легендарных автомобилей сидели не менее легендарные гонщики, такие, как Стирлинг Мосс, Жан Бера, Йо Бонниер, Вольфганг фон Трипс и Дэн Герни. Автомобили с очень легким весом выигрывали гонки за гонками, борясь с 3-литровыми Ferrari и Maserati. Сегодня модель 718, выпущенная в количестве только 33 экземпляров принадлежит не только к самым красивым, но и к самым редким автомобилям Porsche. Сегодняшний 986 Boxter считается его достойным наследником.